# James Fredrik Dickson
James Fredrik Dickson, född 1844 i England, död 1898 på Grand Hotel Haglund i Göteborg, var en svensk köpman och hovstallmästare hos Oscar II. Han var gift med sin kusin Blanche Dickson som efter hans död lät bygga Tjolöholms slott.
Dickson var son till James J:son Dickson och dennes hustru Eleonore, född Willerding. Fadern drev en trävaruagentur, Dickson Brothers, i England. Agenturen var en filial till familjeföretaget i Sverige, James Dickson & Co. Modern kom från en gammal prästsläkt i Hamburg. Familjen flyttade från London till Göteborg 1847.
James Fredrik och Blanche Dickson hade dottern Blanche Bonde (1875–1960), som 1896–1920 var gift med hovstallmästaren greve Carl Bonde (1872–1957) och mor till bland andra arméchefen Thord Bonde.